# Datterode
Datterode ist der flächenmäßig größte Ortsteil der Gemeinde Ringgau im nordhessischen Werra-Meißner-Kreis.

## Geographie
Das geschlossene Dorf Datterode liegt im westlichen Teil des Hochplateaus Ringau, ca. 5,6 km (Luftlinie) nordwestlich der Gemeindeverwaltung in Netra. Der Ort dehnt sich in Ost-West-Richtung aus und liegt an der engsten Stelle des Netratals, wo von Norden der Hasselbach und von Süden der Hartmuthsbach mündet. Die Netra ist ein 13,2 km langer, rechter Nebenfluss der Sontra. Die jüngere Siedlungsentwicklung erfolge im Südwesten, Norden und Nordosten.
Das Gebiet des Ortsteils besteht aus der Gemarkung Datterode im Nordwesten des Gemeindegebiets mit einer Fläche von 824 Hektar, davon sind 269 Hektar Wald. In der Gemarkung liegen die folgenden aktuellen bzw. historischen Siedlungsplätze:
- Wüstung Foylraide[4]
- Hof Harmuthshausen[5]
- Wüstung Haselbach[6]
- Wüstung Rateshagen[7]
- Wüstung Rettelbach[8]
- Wüstung Wiebersbach[9]
- Wüstung Willemundesbach[10]
- Wüstung Windorf[11]

Die Ortslage befindet sich auf 230 bis 274 m ü. NHN und der höchste Punkt der Gemarkung ist der 410 Meter hohe Hippelsberg im Norden der Gemarkung. An den Ortsteil Datterode grenzen, von Norden beginnend, im Uhrzeigersinn, die Ortsteile Hoheneiche und Langenhain der Gemeinde Wehretal, im Osten Ringgau-Röhrda und im Süden und Westen Sontra-Wichmannshausen und Wehretal-Hoheneiche.
Durch den Ort verläuft die Bundesstraße 7 die im Westen zu Autobahn-Anschlussstelle Ringau der A 44 und im Osten weiter zu den Ortsteilen Röhrda und Netra führt.

## Geschichte

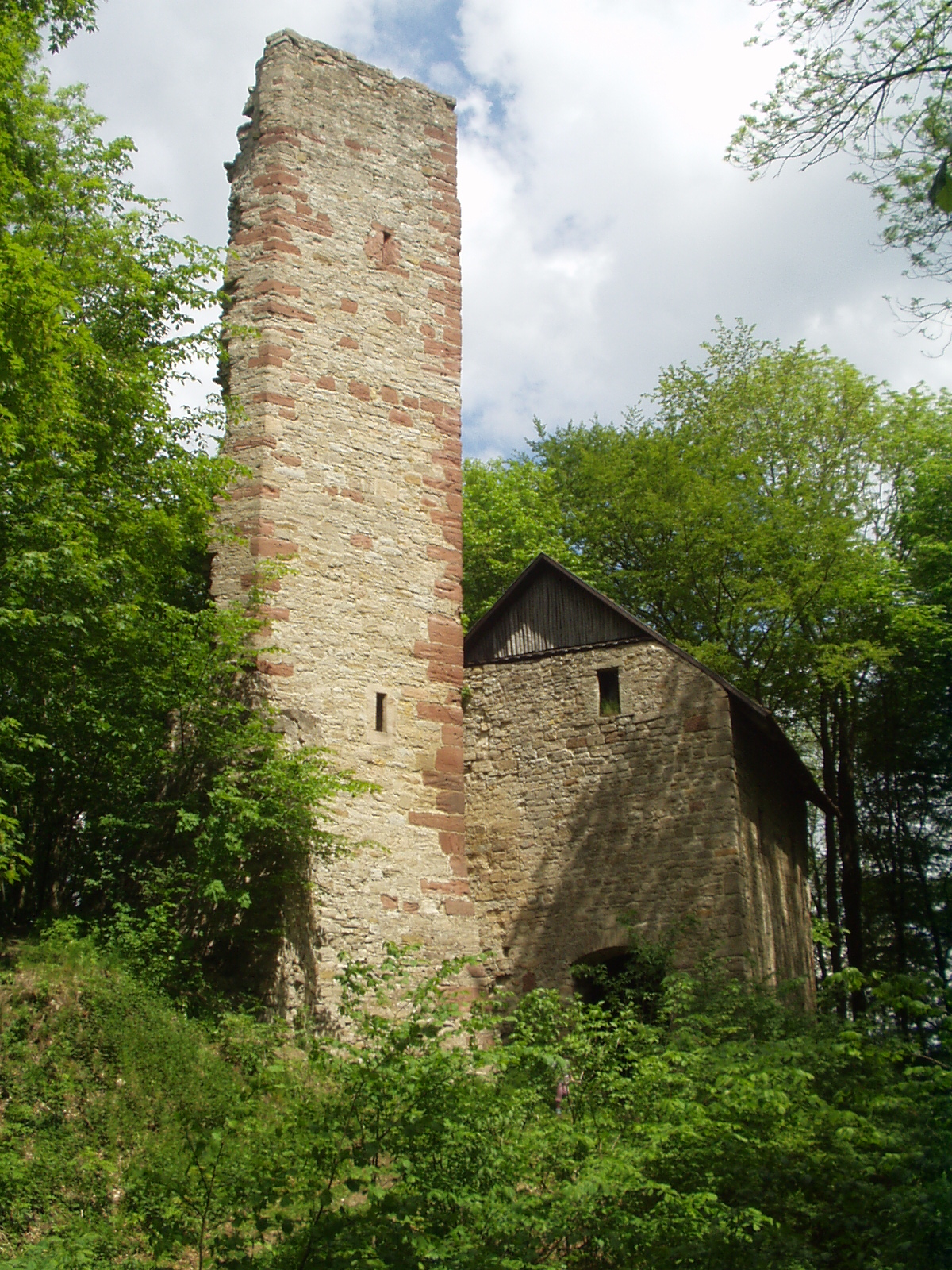
Die Ruine der eng mit der Dorfgeschichte verbundenen Boyneburg

### Ortsgeschichte
Datterode ist vermutlich keine gewachsene Siedlungsgründung, sondern die Häuser wurden um eine Wehrkapelle an einer strategisch wichtigen Stelle im Netratal errichtet, sodass ein wehrbarer Innenhof entstand. Der Ort wurde zum ersten Mal 1140/41 in einer thüringischen Urkunde als „Dathenrot in pago Nedere“ (Datterode im Gerichtsbezirk Netra) erwähnt, kurze Zeit später nochmal am 9. November 1141 in einer Urkunde des Mainzer Erzbischofs Markolf von Mainz. In dieser bestätigte er dem Kloster Northeim die durch den Grafen Siegfried IV. von Northeim/Boyneburg gemachten Schenkungen und machte das Kloster zusätzlich zehntberechtigt für mehrere Orte an Wehre und Netra, unter anderem „Datdenroth“. Das Kloster besaß auch ein kleines Gut in der inzwischen von Datterode überbauten Wüstung Wiebersbach am Oberlauf des Hasselbachs. Der Besitz des Klosters Northeims ging später an das Kloster Bursfelde, das 1448 seine Güter in und um Datterode an die Boyneburger verkaufte. Das Zehntrecht des Northeimer Klosters wiederum gelangte über das Adelsgeschlecht von Nesselröden 1360 an das Kloster Germerode. Nach der Säkularisation des Klosters 1527 in der Zeit der Reformation wurden die Abgaben an die Datteröder Pfarrei übertragen.
Der Ort mit seiner Pfarrei selber war zur Zeit der ersten urkundlichen Erwähnung im Besitz der Grafen von Northeim. Nach deren Aussterben 1144 gingen ihre Besitzungen über Hermann II. von Winzenburg und Heinrich den Löwen an die Landgrafen von Thüringen. Als Kaiser Friedrich Barbarossa eine am 13. Juni 1188 geweihte Kapelle auf der Boyneburg in Auftrag gab, erwarb er unter anderem „Tattenrode“ vom thüringischen Landgrafen Ludwig III. für diese als Unterhaltsicherung. In der Folge war der Burgkaplan auch für die Filialgemeinde in Datterode zuständig. Dieses Verhältnis drehte sich im 14. Jahrhundert, als die Geistlichen begannen, sich Pfarrer von Datterode zu nennen und die in ihrer Bedeutung gesunkene Kapelle auf der Boyneburg seelsorgerisch mit zu versorgen.
Vermutlich im 15. Jahrhundert, spätestens 1510, kamen der Ort und die Pfarrei in den Besitz der Landgrafen von Hessen. Der in der Zeit von 1501 bis 1510 bezeugte Doktor Konrad Schrendeisen, Kanoniker und Offizial am St.-Petri-Stift in Fritzlar, war zu diesem Zeitpunkt Inhaber der bislang eigenständigen Pfarrei in Datterode, stellte sie dann aber unter den Schutz des Landgrafen. Damit hörte die eigenständige Pfarrei Datterode auf zu bestehen und wurde fortan vom Landgrafen direkt verliehen.
In der Zeit der Reformation wurde der Ort durch seine Zugehörigkeit zur Landgrafschaft Hessen nach der Homberger Synode protestantisch, ungefähr im Jahr 1528 nahm der erste protestantische Pfarrer seine Arbeit auf. Eine mittelbare Folge der Synode war die Einrichtung einer Dorfschule um das Jahr 1580. Im Verlauf des 16. Jahrhunderts wurden verschiedene Vasallen des Landgrafen mit dem Dorf belehnt, erster Lehensnehmer war 1522 Werner von Trott zu Solz. Nach einer Reihe von weiteren Lehensnehmern, unter ihnen von 1576 bis 1581 der landgräfliche Kammermeister Simon Bing, behielt der Landgraf von Hessen-Kassel das Lehen Anfang des 17. Jahrhunderts für sich. In dieser Zeit wurde der Ort dem Gericht Bilstein zugeschlagen, später kam er dann zum Amt Eschwege. 1583 verlegte Landgraf Wilhelm IV. die Zollstelle an der Handelsstraße von Thüringen nach Hessen von Ulfen nach Datterode. Wegen seiner Lage an einer wichtigen Straße wurde das Dorf in den folgenden Jahrhunderten oft Durchgangsstation für durchziehende Heere.
Im Dreißigjährigen Krieg, besonders in den 1630er Jahren, wurden über die Hälfte der Höfe Datterodes zerstört oder verlassen, und die Bevölkerung musste Kriegsabgaben leisten.
Bei einer Zählung im Jahr 1745 betrug die Einwohnerzahl 373 in 87 Häusern. Zur Zeit des Amerikanischen Unabhängigkeitskrieges zogen durch den sogenannten Soldatenhandel unter Landgraf Friedrich II. von Hessen-Kassel 32 Datteröder in den Krieg nach Amerika, von denen 15 wieder heimkehrten, 10 dort blieben und 6 durch Kampf oder Krankheit verstarben. Im 19. Jahrhundert, zwischen 1835 und 1872, wanderten 83 Einwohner nach Amerika aus.
20. Jahrhundert
Um 1910 wurde von einer Genossenschaft eine Wasserleitung gebaut, an die sich im Laufe der nächsten zwei Jahrzehnte alle Haushalte anschlossen. Dieses Leitungssystem wurde erst 1961 von der Gemeinde übernommen. In den 1910er Jahren erfolgte auch der Anschluss an das Stromnetz. Im Ersten Weltkrieg fielen 19 Datteröder, 3 wurden als vermisst gemeldet. Das Dorf hatte 1925 727 Einwohner in 145 Häusern. Im Zweiten Weltkrieg fielen 50 Bewohner, 16 blieben vermisst. Der Ort wurde am 3. April 1945, dem Osterdienstag, von US-amerikanischen Truppen besetzt. Im Gegensatz zu Nachbardörfern wurden dabei keine Höfe in Brand geschossen, am Dorfrand wurden aber zwei fliehende deutsche Soldaten erschossen.

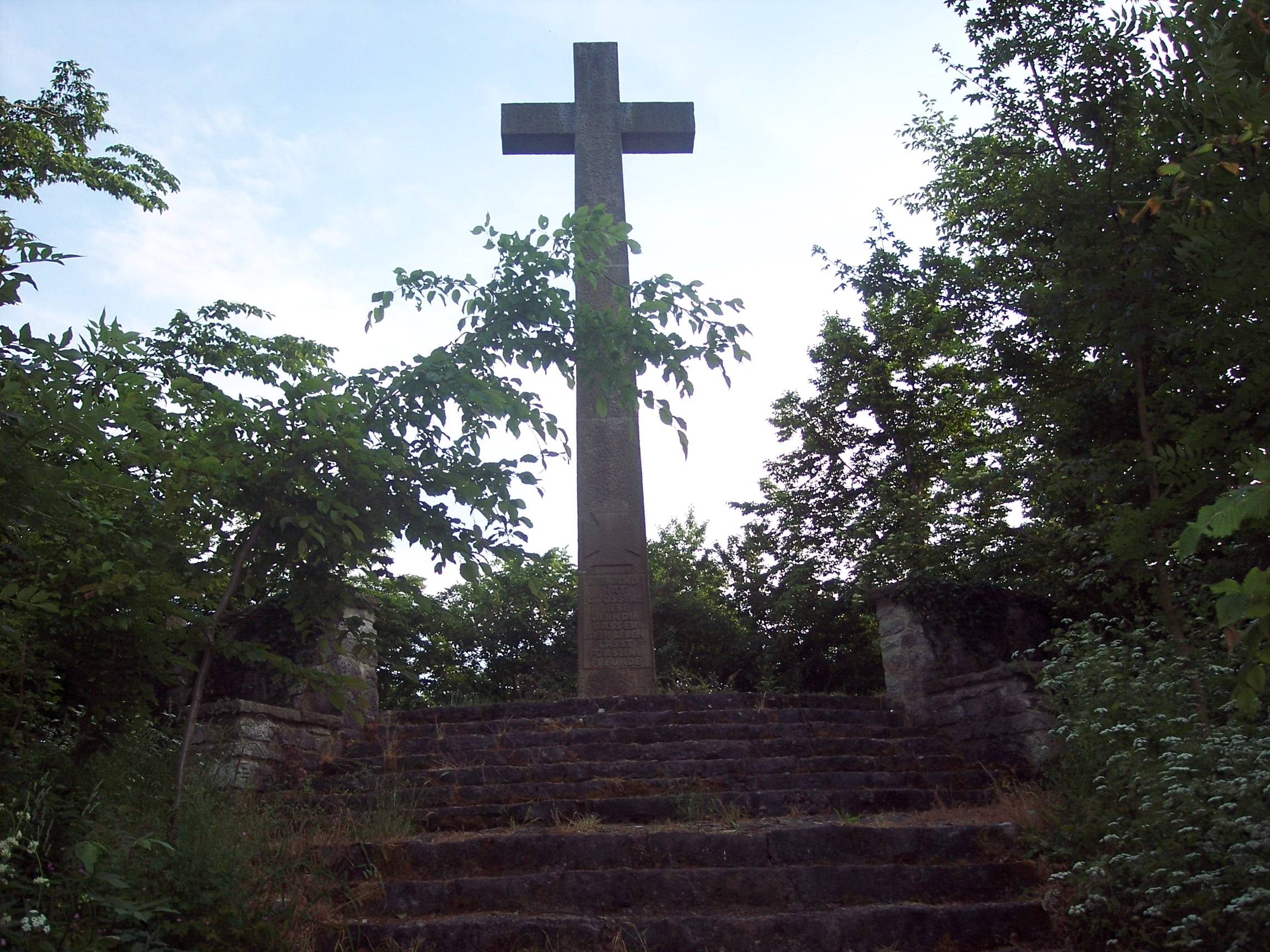
Eine der Gemeinschaftsleistungen nach dem Krieg: Das Datteröder Ehrenmal

Nach dem Krieg lag der Ort im Zonenrandgebiet und die Einwohnerzahl sprang von 850 (im Jahr 1939) auf 1098 (1949), da viele Flüchtlinge (229 Personen) und Evakuierte (28 Personen) aufgenommen werden mussten, diese verteilten sich auf 158 Häuser. In den 1950er Jahren verwirklichte die Gemeinde einige Bauprojekte durch freiwilligen Arbeitseinsatz der Bewohner. Im Jahr 1953 entstand ein Ehrenmal, 1954 wurde das Schwimmbad gebaut und 1960 der Aussichtsturm „Berliner Turm“. In den 1950er Jahren wird auch in der gesamten Ortslage eine Kanalisation gebaut.
Datterode  nach der Gebietsreform
Im Zuge der Gebietsreform in Hessen fusionierten die bis dahin selbstständige Gemeinde Datterode am 1. April 1972 mit dem Nachbargemeinde Röhrda freiwillig zur neuen Gemeinde Netratal. Diese wurde schon zwei Jahre später, am 1. Januar 1974, mit der Gemeinde Ringgau zusammengeschlossen und bildete die Großgemeinde Ringgau.
Sitz der Gemeindeverwaltung wurde der Ortsteil Netra.
Für alle nach Ringgau eingegliederten Gemeinden wurden Ortsbezirke mit Ortsbeirat und Ortsvorsteher nach der Hessischen Gemeindeordnung gebildet.
Im selben Jahr bekam der Ort den Titel Luftkurort verliehen. 1976 belegte Datterode den 2. Platz beim Landesentscheid des Wettbewerbs „Unser Dorf soll schöner werden“, später konnte noch einmal der Bezirksentscheid gewonnen werden.
Nach der Grenzöffnung 1989 verlor Datterode die bisherige Randlage, unmittelbare Folge war ein verstärktes Verkehrsaufkommen auf der Bundesstraße 7. Dies und finanziellen Probleme der Gemeinde Ringgau führte zu dem Verlust des Luftkurortprädikats.
Im Jahr 2001 rückte der Ort in das mediale Interesse, als ein seit 1946 im Dorf unter falscher Identität lebender niederländischer Kriegsverbrecher enttarnt wurde.

### Gerichte
Die Gerichtsbarkeit über Datterode wurde im Mittelalter durch das Gericht Boyneburg ausgeübt. Nach langen Rechtstreirigkeitden zwischen der Herren von Boyneburg kam es 1449 zu einem Vergleich, und ab 1460 hielten die von Boyneburg die Burg und den dazu gehörigen ehemaligen Reichsbesitz als landgräflich-hessisches Erblehen. Im Jahr 1615 gehörte es dann zum Gericht Bilstein auf der Burg Bilstein bei Eschwege. Von 1627 bis 1632 gehörte das Gericht zur landgräflichen Nebenlinie von Hessen-Rotenburg.
Die weitere Zuständigkeit entwickelte sich wie folgt:
- 1807–1813: Friedensgericht Reichensachsen im Königreich Westphalen[Anm. 1]
- 1814–1821: Amt Eschwege, Gericht Bilstein
- 1822: Fürstlich Rotenburgisches Justizamt Bilstein (Sitz in Abterode) erste Instanz, zweite Instanz Justizkanzlei Rotenburg
- 1834: Justizamt Abterode (Abtrennung der Justiz) erste Instanz, zweite Instanz Obergericht für die Provinz Niederhessen
- 1837: Justizamt Eschwege erste Instanz, zweite Instanz Obergericht für die Provinz Niederhessen
- 1867: Amtsgericht Eschwege (nach der Annexion durch Preußen), zweite Instanz Kreisgericht Kassel
- 1879: Amtsgericht Eschwege erste Instanz (durch das Reichsjustizgesetze), zweite Instanz Landgericht Kassel

### Verwaltungsgeschichte im Überblick
Die folgende Liste zeigt die Staaten und Verwaltungseinheiten, denen Datterode angehört(e):
- 1141: Gau Neter (in pagus Nedere)
- Um 1430: Heiliges Römisches Reich, Gericht Boyneburg
- ab 1567:  Heiliges Römisches Reich, Landgrafschaft Hessen-Kassel, Niederfürstentum, Amt Eschwege, Gericht Boyneburg
- ab 1615: Heiliges Römisches Reich, Landgrafschaft Hessen, Amt Eschwege, Gericht Bilstein
  - 1627–1834: Landgrafschaft Hessen-Rotenburg (sogenannte Rotenburger Quart), teilsouveränes Fürstentum unter reichsrechtlicher Oberhoheit der Landgrafschaft Hessen-Kassel bzw. des Kurfürstentums Hessen
- 1787: Heiliges Römisches Reich, Landgrafschaft Hessen-Kassel, Amt Eschwege
- 1803–1806: Heiliges Römisches Reich, Kurfürstentum Hessen, Amt Eschwege
- 1807–1813: Königreich Westphalen, Departement der Werra, Distrikt Eschwege, Kanton Reichensachsen
- 1814–1821: Kurfürstentum Hessen, Amt Eschwege
- ab 1821/22: Kurfürstentum Hessen, Provinz Niederhessen, Kreis Eschwege[26][Anm. 3]
- ab 1848: Kurfürstentum Hessen, Bezirk Eschwege
- ab 1851: Kurfürstentum Hessen, Provinz Niederhessen, Kreis Eschwege
- ab 1867: Königreich Preußen,[Anm. 4] Provinz Hessen-Nassau, Regierungsbezirk Kassel, Landkreis Eschwege
- ab 1871: Deutsches Reich, Königreich Preußen, Provinz Hessen-Nassau, Regierungsbezirk Kassel, Kreis Eschwege
- ab 1918: Deutsches Reich, Freistaat Preußen,[Anm. 5]  Provinz Hessen-Nassau, Regierungsbezirk Kassel, Kreis Eschwege
- ab 1944: Deutsches Reich, Freistaat Preußen, Provinz Kurhessen, Landkreis Eschwege
- ab 1945: Deutsches Reich, Amerikanische Besatzungszone,[Anm. 6] Groß-Hessen, Regierungsbezirk Kassel, Landkreis Eschwege
- ab 1946: Deutsches Reich, Amerikanische Besatzungszone, Land Hessen, Regierungsbezirk Kassel, Landkreis Eschwege
- ab 1949: Bundesrepublik Deutschland, Land Hessen, Regierungsbezirk Kassel, Landkreis Eschwege
- ab 1972: Bundesrepublik Deutschland, Land Hessen, Regierungsbezirk Kassel, Landkreis Eschwege, Gemeinde Netratal
- ab 1974: Bundesrepublik Deutschland, Land Hessen, Regierungsbezirk Kassel, Werra-Meißner-Kreis, Gemeinde Ringau

## Bevölkerung

### Einwohnerstruktur 2011
Nach den Erhebungen des Zensus 2011 lebten am Stichtag dem 9. Mai 2011 in Datterode 882 Einwohner. Darunter waren 6 (0,7 %) Ausländer.
Nach dem Lebensalter waren 126 Einwohner unter 18 Jahren, 324 waren zwischen 18 und 49, 231 zwischen 50 und 64 und 210 Einwohner waren älter.
Die Einwohner lebten in 369 Haushalten. Davon waren 99 Singlehaushalte, 105 Paare ohne Kinder und 132 Paare mit Kindern, sowie 30 Alleinerziehende und 3 Wohngemeinschaften. In 90 Haushalten lebten ausschließlich Senioren und in 222 Haushaltungen leben keine Senioren/.

### Einwohnerentwicklung
| Quelle: Historisches Ortslexikon | |
| • 1188:                          | Kapelle mit ringförmiger Ummauerung, die noch 9 Häuser beschützt |
| • 1585:                          | 70 Hausgesesse |
| • 1745/47:                       | 86 Haushaltungen. Gewerbetreibende: 2 Bender, 2 Schreiner, 3 Schneider, 3 Schmiede, 3 Metzger, 4 Zimmerleute, 2 Müller, 27 Leineweber, 1 Schweinehändler, 2 Wirte, 3 Branntweinbrenner, 27 Tagelöhner, 2 Handelsjuden. |

| Datterode: Einwohnerzahlen von 1745 bis 2022 | Datterode: Einwohnerzahlen von 1745 bis 2022 | Datterode: Einwohnerzahlen von 1745 bis 2022 | Datterode: Einwohnerzahlen von 1745 bis 2022 | Datterode: Einwohnerzahlen von 1745 bis 2022 |
| --- | -------------------------------------------- | -------------------------------------------- | -------------------------------------------- | -------------------------------------------- |
| Jahr |                                              |                                              |                                              | Einwohner                                    |
| 1745 | 1745                                         |                                              | 343                                          | 343                                          |
| 1800 | 1800                                         |                                              | ?                                            | ?                                            |
| 1834 | 1834                                         |                                              | 543                                          | 543                                          |
| 1840 | 1840                                         |                                              | 573                                          | 573                                          |
| 1846 | 1846                                         |                                              | 580                                          | 580                                          |
| 1852 | 1852                                         |                                              | 585                                          | 585                                          |
| 1858 | 1858                                         |                                              | 605                                          | 605                                          |
| 1864 | 1864                                         |                                              | 633                                          | 633                                          |
| 1871 | 1871                                         |                                              | 627                                          | 627                                          |
| 1875 | 1875                                         |                                              | 655                                          | 655                                          |
| 1885 | 1885                                         |                                              | 699                                          | 699                                          |
| 1895 | 1895                                         |                                              | 664                                          | 664                                          |
| 1905 | 1905                                         |                                              | 698                                          | 698                                          |
| 1910 | 1910                                         |                                              | 742                                          | 742                                          |
| 1925 | 1925                                         |                                              | 748                                          | 748                                          |
| 1939 | 1939                                         |                                              | 792                                          | 792                                          |
| 1946 | 1946                                         |                                              | 973                                          | 973                                          |
| 1950 | 1950                                         |                                              | 1.076                                        | 1.076                                        |
| 1956 | 1956                                         |                                              | 1.016                                        | 1.016                                        |
| 1961 | 1961                                         |                                              | 1.003                                        | 1.003                                        |
| 1967 | 1967                                         |                                              | 1.051                                        | 1.051                                        |
| 1970 | 1970                                         |                                              | 1.065                                        | 1.065                                        |
| 1980 | 1980                                         |                                              | ?                                            | ?                                            |
| 1987 | 1987                                         |                                              | 1.120                                        | 1.120                                        |
| 2000 | 2000                                         |                                              | ?                                            | ?                                            |
| 2011 | 2011                                         |                                              | 882                                          | 882                                          |
| 2022 | 2022                                         |                                              | 822                                          | 822                                          |
| Datenquelle: Historisches Gemeindeverzeichnis für Hessen: Die Bevölkerung der Gemeinden 1834 bis 1967. Wiesbaden: Hessisches Statistisches Landesamt, 1968. Weitere Quellen: LAGIS; Zensus 2011 |                                              |                                              |                                              |                                              |

### Historische Religionszugehörigkeit
| • 1885: | 665 evangelische (= 95,14 %), ein katholischer (= 0,14 %), 33 jüdische (= 4,72 %) Einwohner |
| • 1961: | 901 evangelische (= 89,83 %), 87 katholische (= 8,67 %) Einwohner                           |

## Politik

### Ortsbeirat
Für Datterode besteht ein Ortsbezirk (Gebiete der ehemaligen Gemeinde Datterode) mit Ortsbeirat und Ortsvorsteher nach der Hessischen Gemeindeordnung.
Der Ortsbeirat besteht aus fünf Mitgliedern. Bei den Kommunalwahlen in Hessen 2021 betrug die Wahlbeteiligung zum Ortsbeirat 63,02 %. Alle Kandidaten gehörten der „Wählergemeinschaft Datterode“ an. Der Ortsbeirat wählte Matthias Fischer zum Ortsvorsteher.

### Wappen
Das Wappen der Gemeinde Datterode wurde am 31. August 1957 vom Hessischen Innenminister genehmigt.
Wappenbeschreibung: Im siebenmal von Silber und Rot geteiltem Schild ein rotbewehrter schwarzer Adler.

## Kultur und Sehenswürdigkeiten

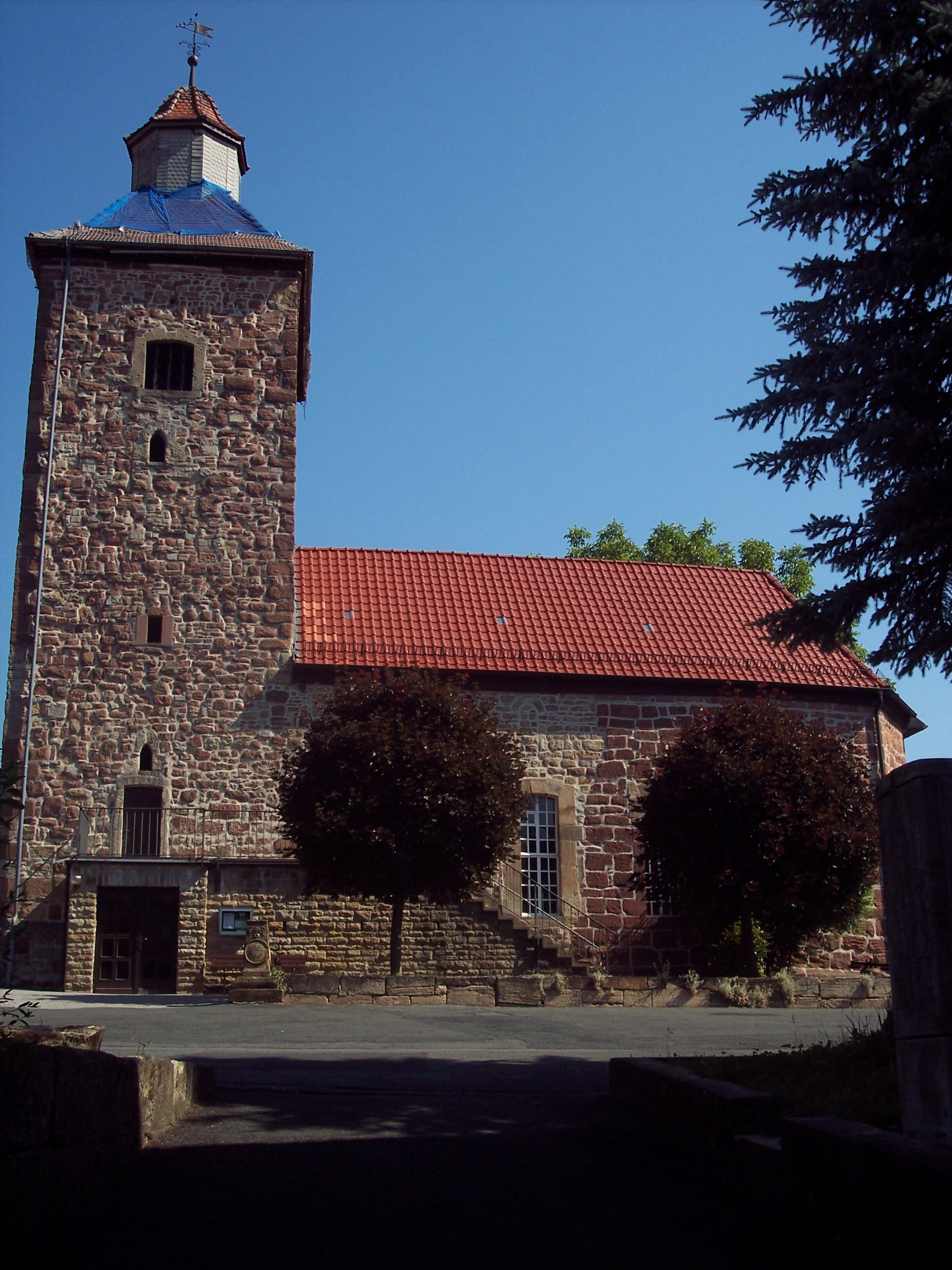
Die Datteröder Kirche

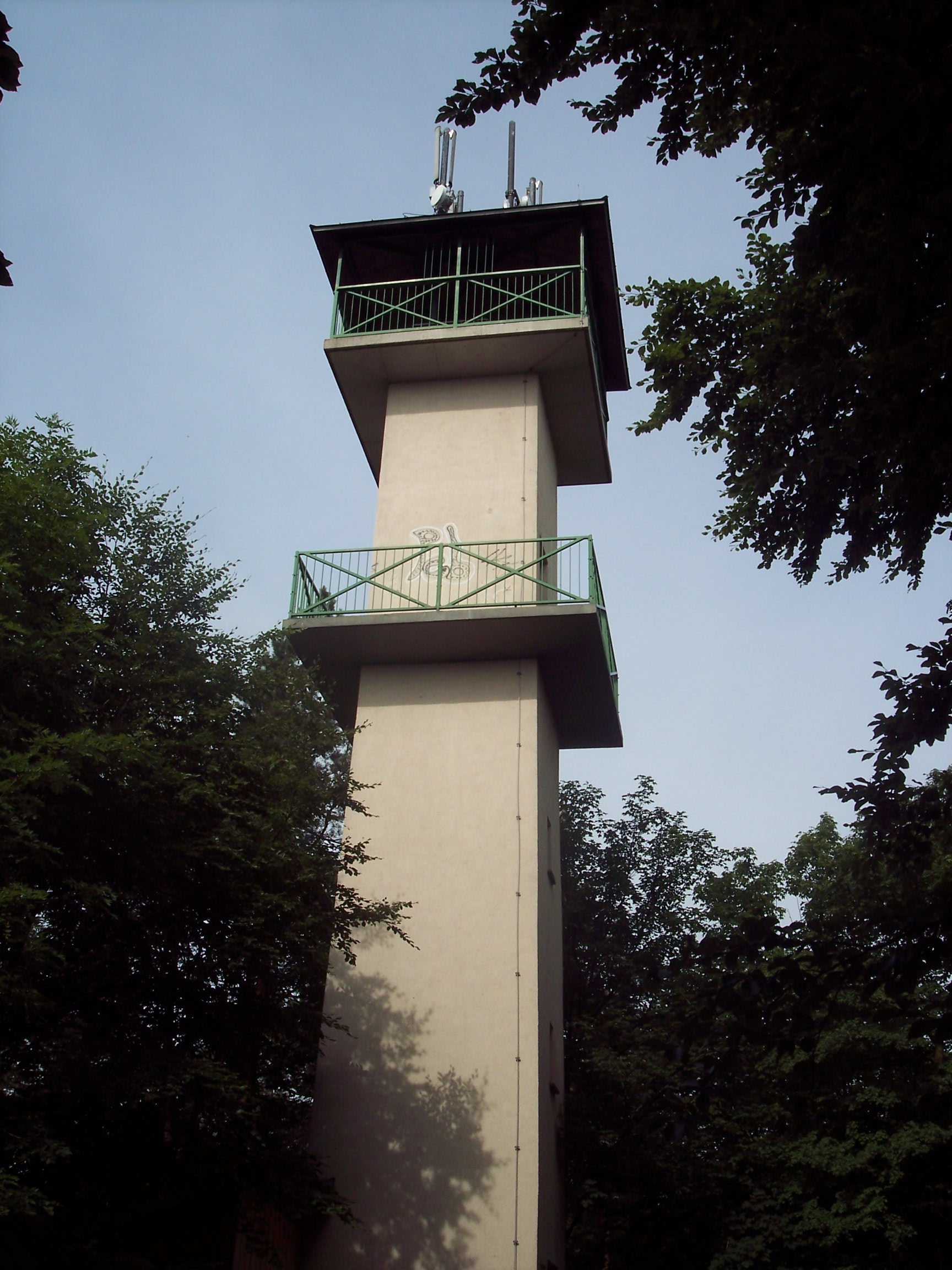
Der Berliner Turm

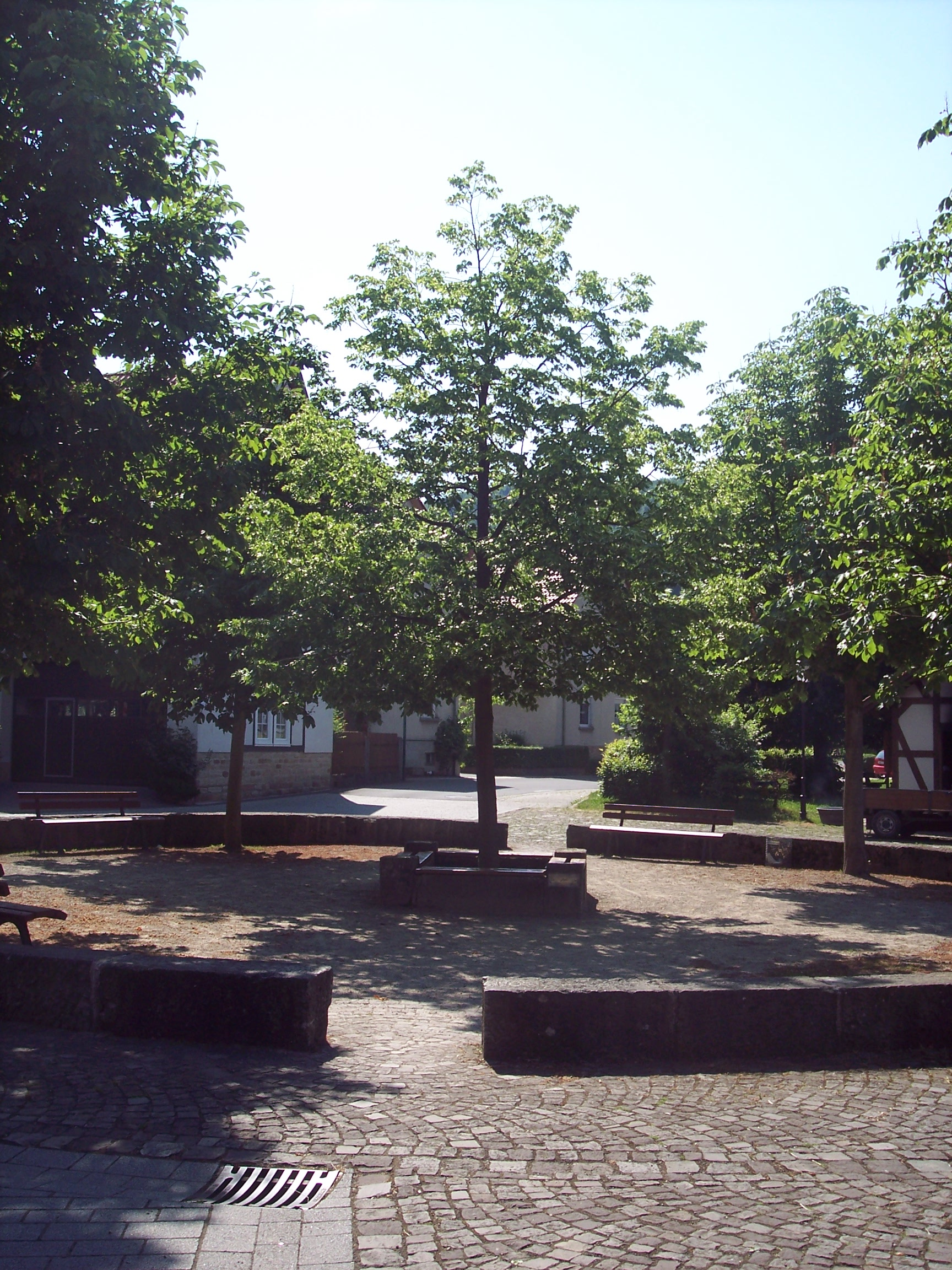
Der Anger in Datterode mit der Barnhouse-Linde

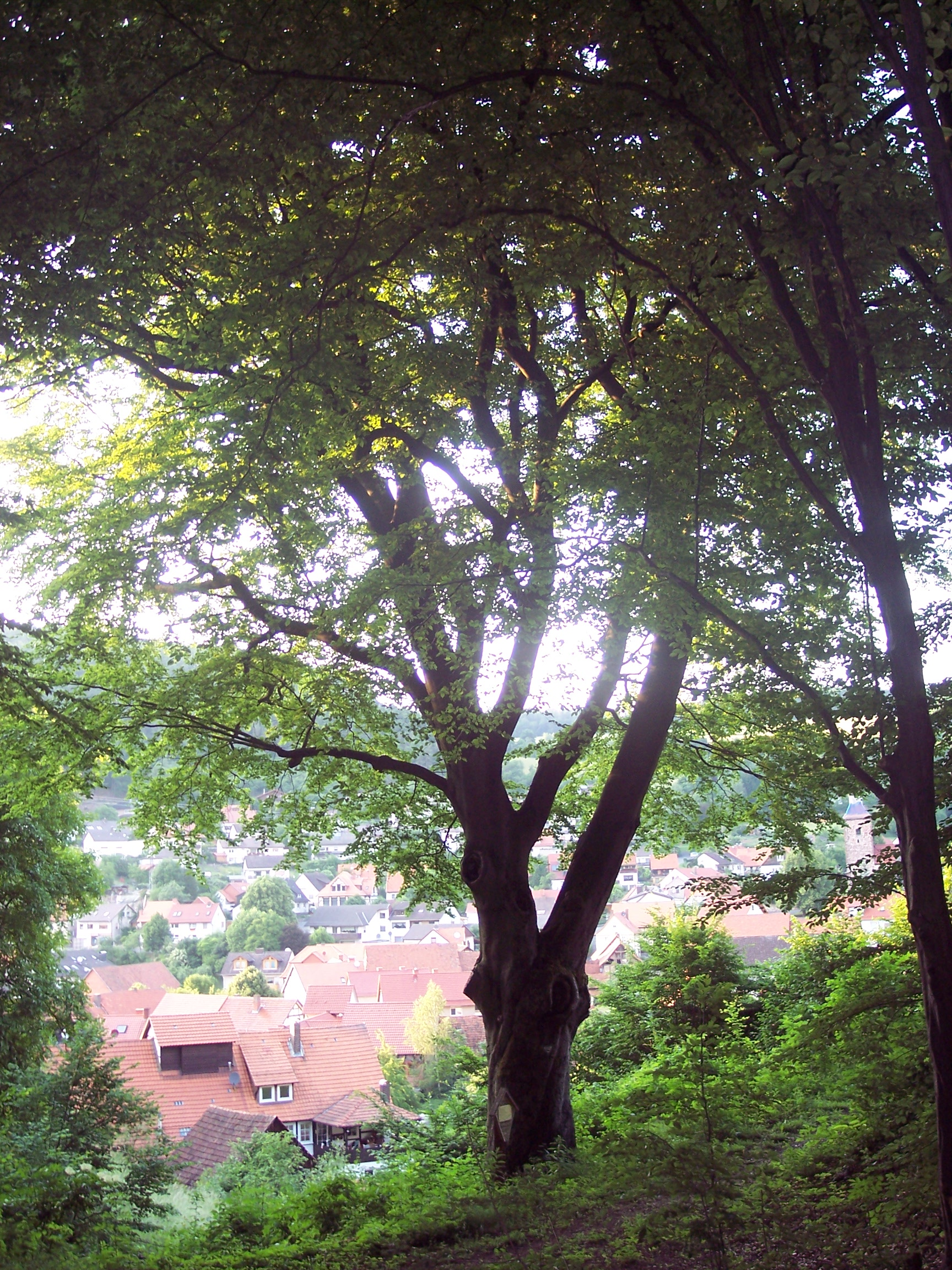
Der Eckerbaum südlich von Datterode

### Bauwerke

#### Dorfkirche
Die Datteröder Kirche gehört zu den ältesten Gotteshäusern im Werra-Meißner-Kreis. Die an erhöhter Stelle im ursprünglichen Ortszentrum errichtete Anlage wurde zum ersten Mal im Jahr 1188 urkundlich erwähnt. Der im Kern romanische Bau wurde in der Spätgotik sowie im 18. Jahrhundert mehrfach verändert. Zu den Besonderheiten gehört das Langhaus, dessen hochgelegene Rundbogenfenster vermuten lassen, dass das Gebäude in früheren Notzeiten als Wehrkirche der Bevölkerung Zuflucht bieten sollte. Das äußere Erscheinungsbild der Kirche prägen das Mauerwerk aus Bruchsteinen und der Querturm, der mit einer Höhe von über zwanzig Metern das Schiff deutlich überragt. Besonders eindrucksvoll wirkt der Innenraum durch seine mittelalterlichen Fresken, die fast die gesamte Wandfläche und die Fensterlaibungen überziehen. Auf Befehl des Landgrafen Moritz mussten sie nach der Reformation überstrichen werden. Unter den vielen Tüncheschichten, die im Lauf von fast 400 Jahren die Fresken überdeckten, sind die Werke der unbekannten Maler nahezu vollständig erhalten geblieben, als sie im Jahr 1959 wiederentdeckt und freigelegt wurden. In der ersten Hälfte der 2010er Jahre sind sie im Rahmen der umfangreichen Renovierung der Kirche nach heutigem wissenschaftlichen Standard restauriert worden. Wegen ihrer künstlerischen, geschichtlichen, wissenschaftlichen und baulichen Bedeutung ist die Kirche ein geschütztes Kulturdenkmal.

#### Ehrenmal
Auf einer kleinen Erhebung am südwestlichen Dorfrand, dem „Löhchenkopf“, wurde 1953 mit Hand- und Spanndiensten und freiwilliger Arbeit ein Ehrenmal errichtet. Es besteht aus einem 18 Tonnen schweren Natursteinkreuz und einer Ringmauer, auf der auf sechs Gedenktafeln die Namen der in beiden Weltkriegen gefallenen und vermissten Datteröder sowie der zugezogenen heimatvertriebenen Gefallenen und Vermissten des Zweiten Weltkriegs eingearbeitet sind. Auf halbem Weg hinauf zu der Anlage befindet sich zusätzlich ein Gedenkstein für die Opfer der Vertreibung.
Das Kreuz wird zu besonderen Anlässen oder zum Beispiel in der Adventszeit illuminiert. Am Volkstrauertag findet dort jährlich eine Kranzniederlegung mit Gottesdienst statt.

#### Berliner Turm
1960 wurde auf dem 410 m hohen Hüppelsberg teilweise in Eigenleistung ein Aussichtsturm errichtet und auf den Namen „Berliner Turm“ getauft. Dieser wurde 1994, nachdem die ihn umgebende Bäume überragten, von der Gemeinde aufgestockt und dient heute auch einer Mobilfunkgesellschaft als Antennenträger. Der heute 18,2 m hohe Turm kann ganzjährig kostenlos bestiegen werden.

#### Anger
Obwohl Datterode kein Angerdorf ist, gibt es dennoch einen Anger. Dieser wurde bereits im 16. Jahrhundert erwähnt, damals existierte auch noch ein „Kleiner Anger“, der vermutlich neben der Kirche lag. Der Anger blieb bis in die 1960er Jahre weitgehend unverändert, er bestand aus einem Steinquaderkreis unter Lindenbäumen. Danach wurde er umgebaut, der Boden betoniert und neue Bäume gepflanzt. In den 1990er Jahren wurde dies rückgängig gemacht und versucht, dem Anger wieder das ursprüngliche Erscheinungsbild zu geben. Der Anger besteht nun wieder aus dem Steinquaderkreis und zwei roten und zwei weißen Kastanienbäumen, die die hessischen Landesfarben darstellen sollen. In der Mitte des Platzes befindet sich seit 1997 die sogenannte „Barnhouse-Linde“, die von Nachfahren in den USA gebliebener hessischer Soldaten aus Datterode gespendet wurde. Neben dem Anger befindet sich auch das „Gänsekerle-Denkmal“.

#### Ruine Boyneburg
Zwei Kilometer südlich Datterodes, allerdings schon in der angrenzenden Gemarkung Wichmannshausen, liegt die Ruine der Boyneburg.

#### Wüstungskirche bei Gut Harmuthshausen
Am Fuße der Boyneburg befinden sich neben dem Gut Harmuthshausen die ausgegrabenen Grundmauern der Kirche der Wüstung Hademarshausen. Der Ort wurde 1320 als Besitz derer von Boyneburg erstmals erwähnt und vermutlich bald nach 1370 verlassen.
Die Überreste der Kirche wurden 1971 beim Pflügen entdeckt und bis 1975 ausgegraben. Der Bau stammt vermutlich aus dem 11. oder 12. Jahrhundert und war 16 m lang und besaß zunächst eine Apsis, die aber später durch einen rechteckigen Chor ersetzt wurde. In einem kleinen Anbau wurden neben mehreren Skeletten zwei Grabplatten entdeckt, vermutlich wurden dort adelige Grundbesitzer bestattet. Außerhalb der Kirche wurde ein Brunnen und mehrere Gräber ausgegraben.
Die Grundmauern wurden restauriert und können besichtigt werden, die Grabplatten sind am Gut Harmuthshausen ausgestellt.

### Naturdenkmale
Oberhalb des südlichen Ortsrands steht der „Eckerbaum“, eine rund 300 Jahre alte Rotbuche, die seit 1953 als Naturdenkmal geschützt wird.

### Sport
Der TSV Datterode 1921 ist der Sportverein des Ortes. Er ist der Nachfolgeverein zweier 1921 gegründeter Vereine, dem „Arbeiter Turn- und Sportverein (Freier Turnverein)“, der 1933 verboten wurde, sowie dem „Deutschen Turnverein“. Nach dem Zweiten Weltkrieg wurde 1945 aus Mitgliedern beider Vereine der Turn- und Sportverein Datterode gebildet. Die bedeutendste Abteilung ist die Handballsparte. Diese bildet seit 1982 eine Spielgemeinschaft mit dem TSV Röhrda unter dem Namen SG Datterode/Röhrda.
Weitere Sparten des Sportvereins sind unter anderem Wandern, Kegeln und Tennis. Weiterhin gibt es einen Dartverein.
Datterode verfügt über einen Sportplatz mit Turnhalle, die 1985 in Eigenleistung erbaut wurde als Ersatz für die 1925 vom Deutschen Turnverein erbaute und 1970 abgebrochene Halle. Weiterhin befinden sich dort ein Tennisplatz und Beachhandballplätze.

### Regelmäßige Veranstaltungen
Nach dem Einschlafen der Kirmestradition ist inzwischen das seit 1992 jährlich am Pfingstwochenende stattfindende Handballrasenturnier der SG Datterode/Röhrda die größte Veranstaltung Datterodes. Dabei nehmen über 100, auch überregionale, Mannschaften beider Geschlechter und aller Altersklassen teil.
An Christi Himmelfahrt findet an der Ruine der Boyneburg ein Volksfest mit Gottesdienst und der traditionellen Brotspende durch die Herren von Boyneburg statt.
An Ostern wird von der Freiwilligen Feuerwehr Datterode ein Osterfeuer an der Grillhütte veranstaltet.

## Wirtschaft und Infrastruktur

### Verkehr
Durch den Ort führt die Bundesstraße 7 (Kassel–Eisenach). Datterode ist durch die Buslinie 240 des Regionalverkehrs Kurhessen an den Öffentlichen Personennahverkehr angeschlossen. Der nächstgelegene Bahnhof ist im 10 km entfernten Reichensachsen an der Bahnstrecke Bebra–Göttingen.

### Öffentliche Einrichtungen
Am Sportplatz liegt das 1975 eingeweihte Dorfgemeinschaftshaus mit einem Saal für Veranstaltungen und einer Bundeskegelbahn. Dazu beherbergt es auch die Freiwillige Feuerwehr Datterode.
 Schwimmbad 
Das Datteröder Freibad wurde 1954 nach sechsmonatiger Bauzeit als erstes Schwimmbad des Kreises eingeweiht. Planungen für den Bau eines Bades gab es bereits vor dem Zweiten Weltkrieg, verwirklicht wurden sie aber erst nach dem Krieg in Eigenleistung und Hand- und Spanndiensten der Bevölkerung. Das Becken hat die Maße 25 m × 16 m mit Schwimmer- und Nichtschwimmerbereich, zusätzlich gibt es noch ein Kinderplanschbecken und eine angeschlossene Gaststätte. Um eine Schließung des defizitären Bades durch die Gemeinde zu verhindern, wird es inzwischen teilweise durch ehrenamtliche Kräfte des eigens gegründeten Schwimmbadvereins Datterode betrieben.